# Universidad Laboral de Albacete

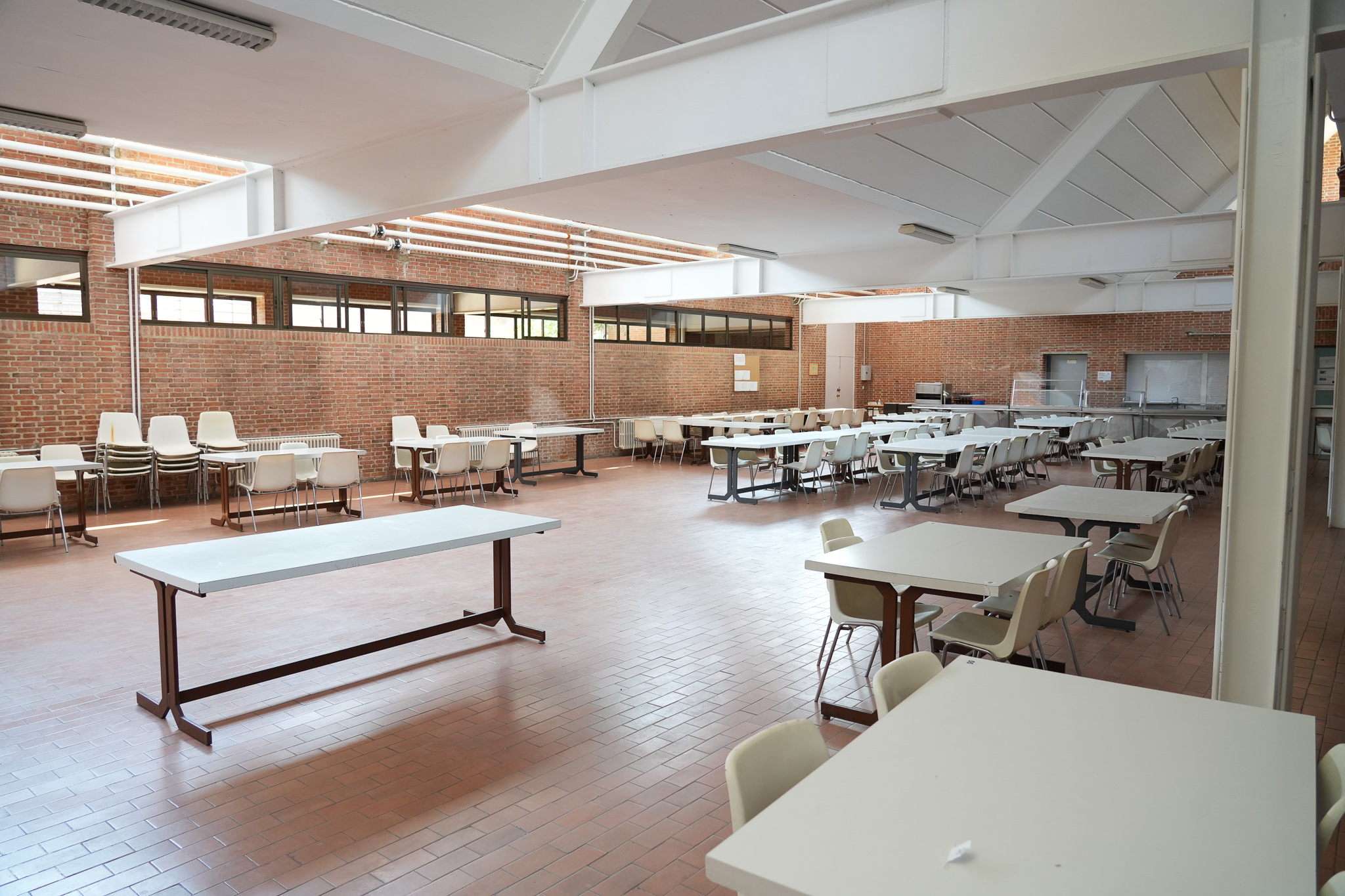
Interior de la edificación, de estilo racionalista

La Universidad Laboral de Albacete fue una universidad laboral española con sede en la ciudad de Albacete.

## Historia
La creación de la Universidad Laboral de Albacete fue aprobada por el Consejo de Ministros el 17 de mayo de 1974. Fue proyectada por los arquitectos Julio Cano Lasso y Ramón Campomanes Grande. Las obras fueron adjudicadas en 149 millones de pesetas. Fue inaugurada el 11 de octubre de 1975 por el vicepresidente tercero del Gobierno y ministro de Trabajo, Fernando Suárez. En la actualidad alberga el Instituto de Educación Secundaria Universidad Laboral y la Escuela de Hostelería de Albacete.

## Sede
El complejo, de estilo racionalista, está situado en la avenida de La Mancha de la capital albaceteña, al norte de la ciudad. Su superficie construida es de 12 000 m². El conjunto de edificaciones se dividen en tres zonasː dirección, docente y residencial. Los tres edificios fueron proyectados utilizando mallas con un módulo base de 4 x 4 metros. Cabe destacar el aprovechamiento de la luz natural y el uso de lucernarios resueltos "levantando el forjado en una sección triangular pensada para captar la luz a través de un plano vertical de vidrio y hacerla resbalar al interior a través de su reflejo en el plano inclinado opuesto de la cubierta".